# Pieter Sywertszoon
Pieter Sywertszoon of Swibbertszoon  (? - Amsterdam, 1573) was een Nederlands organist.
Pieter Swibbertszoon was organist van de Grote of Sint Lebuïnuskerk in Deventer, als opvolger van zijn vader Swibbert van Keyzersweerd. 
In 1566 werd hij organist van de Amsterdamse Oude of St. Nicolaaskerk. Hij geniet bekendheid vanwege zijn zoon Jan Pieterszoon Sweelinck. 
Pieter Swibbertszoon overleed in Amsterdam in 1573.